# Place de Bel-Air (Genève)
Pour les articles homonymes, voir Bel Air.

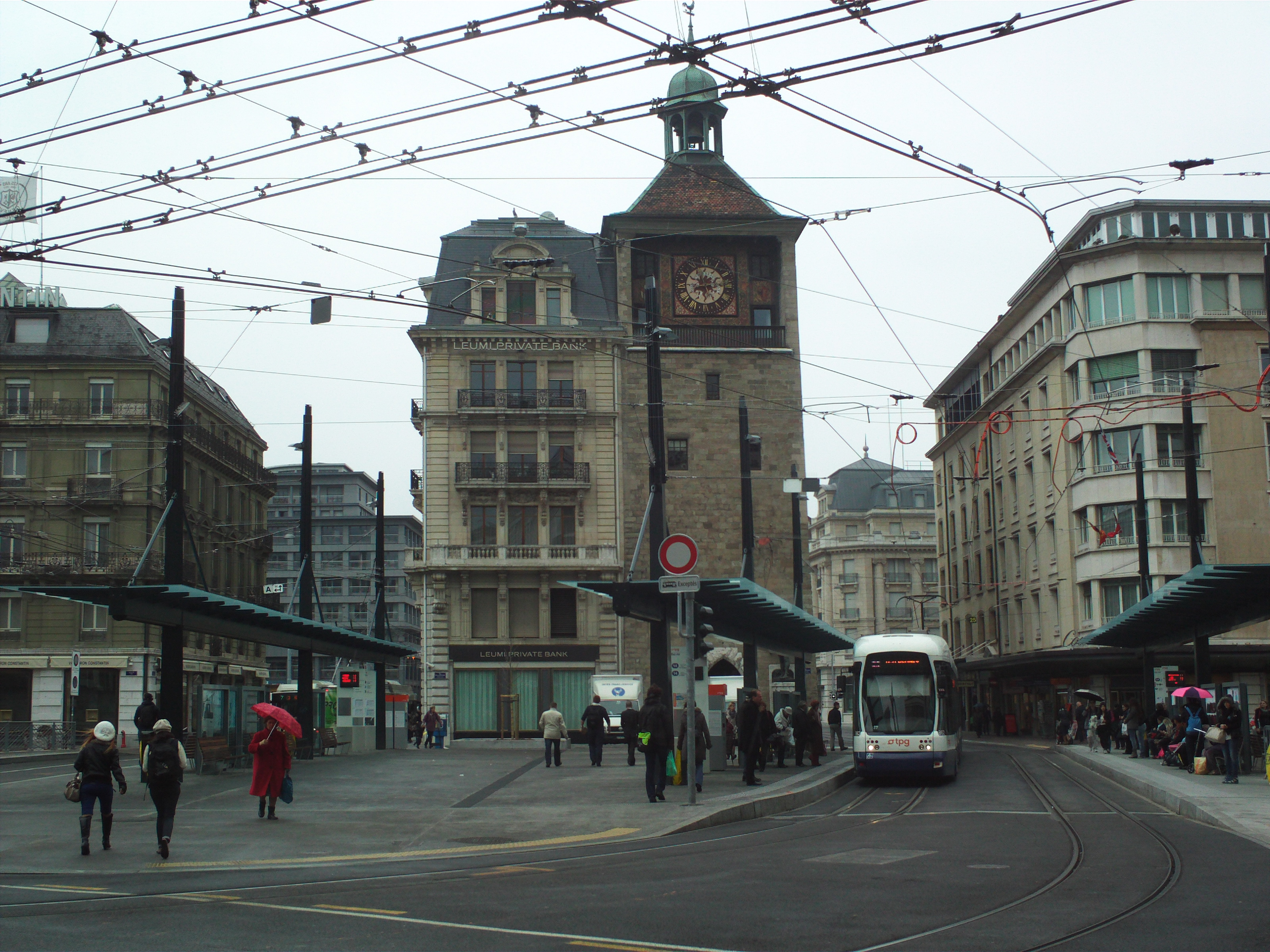

La place de Bel-Air est une place de la ville de Genève, en Suisse.

## Nom
Le nom de la place lui aurait donné en référence à sa belle situation.